# 노스웨스트 디비전 (NBA)
노스웨스트 디비전(영어: Northwest Division)은 NBA(영어: National Basketball Association) 서부 콘퍼런스(영어: Western Conference)의 3개 디비전 중 하나다. 디비전은 덴버 너기츠, 미네소타 팀버울브스, 포틀랜드 트레일블레이저스, 오클라호마시티 선더, 유타 재즈 등 5개 팀으로 구성돼 있다. 노스웨스트 디비전은 6개 디비전 중 지리적으로 가장 넓습니다. 덴버 너기츠, 포틀랜드 트레일블레이저스, 유타 재즈는 지리적으로 퍼시픽 디비전(영어: Pacific Division)에 더 가깝고 미네소타 팀버울브스는 지리적으로 센트럴 디비전(영어: Central Division)에 더 가깝고 오클라호마시티 썬더는 지리적으로 사우스웨스트 디비전(영어: Southwest Division)에 더 가깝습니다. 후자의 경우 오클라호마시티 선더가 여전히 시애틀 슈퍼소닉스이기 때문에 디비전이 형성되었을 때는 그렇지 않았습니다.

디비전은 샬럿 밥캐츠가 추가되면서 리그가 29개 팀에서 30개 팀으로 확장된 2004~2005 시즌 초에 만들어졌다. 리그는 각 컨퍼런스에서 3개의 디비전으로 재정비되었다. 노스웨스트 디비전은 덴버 너기츠, 미네소타 팀버울브스, 포틀랜드 트레일블레이저스, 시애틀 슈퍼소닉스, 유타 재즈 등 5팀이 창립 멤버로 시작되었다. 포틀랜드 트레일 블레이저스와 시애틀 슈퍼소닉스는 퍼시픽 디비전에서, 덴버 너기츠, 미네소타 팀버울브스, 유타 재즈는 지금은 없어진 미드웨스트 디비전에서 합류했다. 시애틀 슈퍼소닉스는 2008~2009 시즌 전에 오클라호마 시티로 이적하여 선더가 되었지만 노스웨스트 디비전에 남아 있었다.
가장 최다 디비전 챔피언은 6번 디비전 우승을 차지한 덴버 너기츠와 오클라호마시티 선더이고, 다음으로 유타 재즈 5번, 포틀랜드 트레일 블레이저스 2번, 시애틀 슈퍼소닉스 1번, 미네소타 팀버울브스는 없다. 2009~2010 시즌에는 플레이오프 진출권을 획득한 4개 팀이 각각 50승 이상을 기록했고, 2018~2019 시즌에는 플레이오프 진출권을 획득한 4개 팀이 모두 최소 49승을 기록했다. 2024~2025 시즌 디비전 챔피언은 오클라호마시티 선더이다.

## 현재 디비전 소속 팀
| 구단명                    | 연고지                      | 경기장            | 수용인원          | 창설              | 가맹              | 창설 당시 소속    |
| 노스웨스트 디비전         | 노스웨스트 디비전           | 노스웨스트 디비전 | 노스웨스트 디비전 | 노스웨스트 디비전 | 노스웨스트 디비전 | 노스웨스트 디비전 |
| ------------------------- | --------------------------- | ----------------- | ----------------- | ----------------- | ----------------- | ----------------- |
| 덴버 너기츠               | 콜로라도주 덴버             | 볼 아레나         | 19,520명          | 1967년            | 1976년            | ABA               |
| 미네소타 팀버울브스       | 미네소타주 미니애폴리스     | 타깃 센터         | 18,798명          | 1989년            | 1989년            | 미드웨스트 디비전 |
| 오클라호마시티 선더       | 오클라호마주 오클라호마시티 | 페이콤 센터       | 18,203명          | 2008년            | 2008년            | 노스웨스트 디비전 |
| 포틀랜드 트레일블레이저스 | 오리건주 포틀랜드           | 모다 센터         | 19,393명          | 1970년            | 1970년            | 퍼시픽 디비전     |
| 유타 재즈                 | 유타주 솔트레이크시티       | 델타 센터         | 18,306명          | 1974년            | 1974년            | 센트럴 디비전     |

## 과거 디비전 소속 되었던 팀
| 구단명            | 연고지          | 참가년도      | 경기장    | 수용인원 | 가맹 당시 소속 |
| ----------------- | --------------- | ------------- | --------- | -------- | -------------- |
| 시애틀 슈퍼소닉스 | 워싱턴주 시애틀 | 2004년~2008년 | 키 아레나 | 17,072명 | 웨스턴 디비전  |

## 역대 디비전 라인업
| 연도          | 팀                                                                                              | 참가팀 수 |
| ------------- | ----------------------------------------------------------------------------------------------- | --------- |
| 2004년~2008년 | 덴버 너기츠 · 미네소타 팀버울브스 · 포틀랜드 트레일블레이저스 · 시애틀 슈퍼소닉스 · 유타 재즈   | 5팀       |
| 2008년~현재   | 덴버 너기츠 · 미네소타 팀버울브스 · 포틀랜드 트레일블레이저스 · 오클라호마시티 선더 · 유타 재즈 | 5팀       |

<참고사항>
- 2004년 덴버 너기츠, 미네소타 팀버울브스, 포틀랜드 트레일블레이저스, 시애틀 슈퍼소닉스, 유타 재즈가 창립 멤버로 구성되었다. 퍼시픽 디비전에서는 포틀랜드 트레일 블레이저스와 시애틀 슈퍼소닉스가, 미드웨스트 디비전에서는 덴버 너기츠, 미네소타 팀버울브스, 유타 재즈가 합류했다.
- 2008년 시애틀 슈퍼소닉스가 해체되었고, 신생팀인 오클라호마시티 선더가 디비전에 합류했다.

## 역대 디비전 우승 팀
- 2021~2022 시즌을 시작으로 노스웨스트 디비전 챔피언은 샘 존스 트로피를 받았다. 다른 디비전 챔피언십 트로피와 마찬가지로 NBA 역사상 아프리카계 미국인 선구자 중 한 명의 이름을 따서 명명되었다. 1957년부터 1969년까지 선수 생활을 하는 동안 샘 존스는 보스턴 셀틱스 왕조의 필수적인 부분이었고 그 기간 동안 10번의 NBA 우승을 차지했다. 존스 트로피는 200밀리미터(7.9인치) 크리스탈 볼로 구성되어 있다.

| 시즌      | 우승팀                    | 시즌 성적      |
| --------- | ------------------------- | -------------- |
| 2004~2005 | 시애틀 슈퍼소닉스         | 52승 30패 .634 |
| 2005~2006 | 덴버 너기츠               | 44승 38패 .537 |
| 2006~2007 | 유타 재즈                 | 51승 31패 .622 |
| 2007~2008 | 유타 재즈                 | 54승 28패 .659 |
| 2008~2009 | 덴버 너기츠               | 54승 28패 .659 |
| 2009~2010 | 덴버 너기츠               | 53승 29패 .646 |
| 2010~2011 | 오클라호마시티 선더       | 55승 27패 .671 |
| 2011~2012 | 오클라호마시티 선더       | 47승 19패 .712 |
| 2012~2013 | 오클라호마시티 선더       | 60승 22패 .732 |
| 2013~2014 | 오클라호마시티 선더       | 59승 23패 .720 |
| 2014~2015 | 포틀랜드 트레일블레이저스 | 51승 31패 .622 |
| 2015~2016 | 오클라호마시티 선더       | 55승 27패 .671 |
| 2016~2017 | 유타 재즈                 | 51승 31패 .622 |
| 2017~2018 | 포틀랜드 트레일블레이저스 | 49승 33패 .598 |
| 2018~2019 | 덴버 너기츠               | 54승 28패 .659 |
| 2019~2020 | 덴버 너기츠               | 46승 27패 .630 |
| 2020~2021 | 유타 재즈                 | 52승 20패 .722 |
| 2021~2022 | 유타 재즈                 | 49승 33패 .598 |
| 2022~2023 | 덴버 너기츠               | 53승 29패 .646 |
| 2023~2024 | 오클라호마시티 선더       | 57승 25패 .695 |
| 2024~2025 | 오클라호마시티 선더       | 68승 14패 .829 |

### NBA 파이널 우승
| 시즌      | 팀                  | 시즌 성적      |
| --------- | ------------------- | -------------- |
| 2022~2023 | 덴버 너기츠         | 53승 29패 .646 |
| 2024~2025 | 오클라호마시티 선더 | 68승 14패 .829 |

## 역대 팀별 디비전 우승한 연도
| 팀                        | 최근 우승한 연도 |
| ------------------------- | ---------------- |
| 덴버 너기츠               | 2023년           |
| 미네소타 팀버울브스       | 빈칸             |
| 포틀랜드 트레일블레이저스 | 2018년           |
| 시애틀 슈퍼소닉스         | 2005년           |
| 오클라호마시티 선더       | 2025년           |
| 유타 재즈                 | 2022년           |

### 디비전 우승 횟수
| 횟수 | 팀                        |
| ---- | ------------------------- |
| 7회  | 오클라호마시티 선더       |
| 6회  | 덴버 너기츠               |
| 5회  | 유타 재즈                 |
| 2회  | 포틀랜드 트레일블레이저스 |
| 1회  | 시애틀 슈퍼소닉스         |

## 같이 보기
- 애틀랜틱 디비전
- 센트럴 디비전
- 사우스이스트 디비전
- 퍼시픽 디비전
- 사우스웨스트 디비전
- 이스턴 디비전
- 웨스턴 디비전
- 미드웨스트 디비전